# Кристина Вилхелмина фон Хесен-Хомбург
Кристина Вилхелмина фон Хесен-Хомбург (на немски: Christine Wilhelmine von Hessen-Homburg; * 30 юни 1653, Бингенхайм, днес част от Ехцел; † 16 май 1722, Грабов е принцеса от Хесен-Хомбург от младата линия Хесен-Хомбург на Дом Хесен и чрез женитба херцогиня на Мекленбург.

## Произход
Тя е най-възрастната дъщеря на ландграф Вилхелм Кристоф фон Хесен-Хомбург (1625 – 1681) и София Елеонора фон Хесен-Дармщат (1634 – 1663), дъщеря на Георг II фон Хесен-Дармщат. Нейната по-малка сестра Магдалена София (1660 – 1720) се омъжва през 1679 г. за граф Вилхелм Мориц фон Солмс-Грайфенщайн (1651 – 1724).

## Фамилия
Кристина Вилхелмина се омъжва на 28 май 1671 г. във Веферлинген за херцог Фридрих фон Мекленбург (1638 – 1688), принц на Грабов, син на херцог Адолф Фридрих I фон Мекленбург и втората му съпруга Мария Катарина, дъщеря на херцог Юлиус Ернст фон Брауншвайг-Даненберг). Те имат децата:
- Фридрих Вилхелм (I) (1675 – 1713), ∞ 1704 за София Шарлота фон Хесен-Касел (1678 – 1749), дъщеря на ландграф Карл фон Хесен-Касел
- Карл Леополд (1678 – 1747), херцог на Мекленбург-Шверин, ∞ I. 1708 (развод 1710) за София Хедвиг фон Насау-Диц (1690 – 1734); и II. 1716 за Катарина Ивановна (1691 – 1733), дъщеря на цар Иван V от Русия; дядо на Иван VI
- Кристиан Лудвиг II (1683 – 1756), ∞ 1714 за Густава Каролина фон Мекленбург-Щрелиц (1694 – 1748)
- София Луиза (1685 – 1735), ∞ 1706 трета съпруга на Фридрих I (1657 – 1713), крал на Прусия